# Flocken-Stäubling
Der Flocken-Stäubling (Lycoperdon mammiforme) ist ein Pilz aus der Familie der Champignonverwandten (Agaricaceae).

## Merkmale
Der Fruchtkörper ist 20 bis 50, manchmal bis zu 70 mm breit, kugelig, älter birnenförmig, jung mit weißlicher, rosa durchschimmernder velumartiger Exoperidie, die später in polygonalen Flocken aufreißt, darunter befinden sich feinwarzige Stacheln. Geruch und Geschmack sind angenehm mild.
Das Sporenpulver ist gelbbraun. Die Sporen sind kugelig, grobwarzig und haben einen Durchmesser von 4 bis 7 Mikrometern. Die Gleba ist jung weiß, später dunkelbraun.

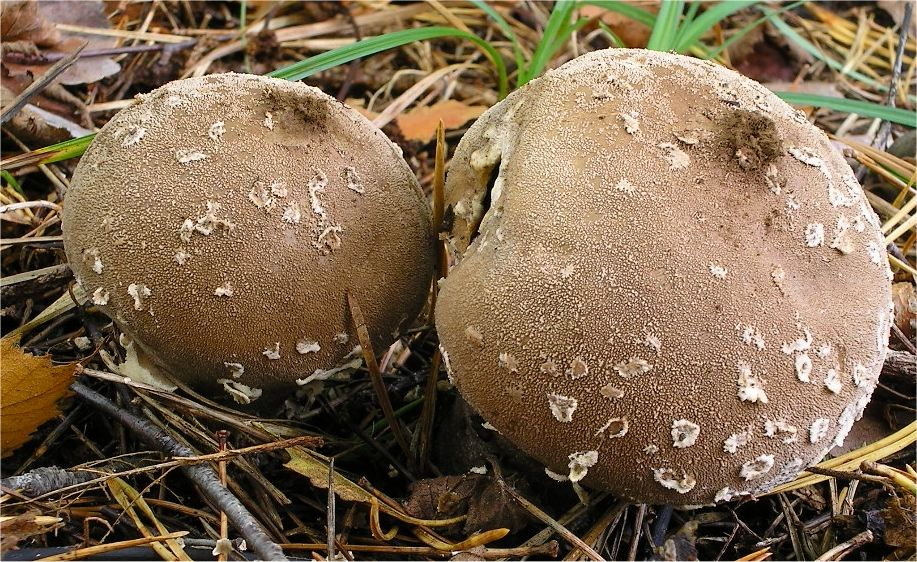
Ältere Fruchtkörper

## Vorkommen
Die Art ist allgemein selten und vor allem aus Europa bekannt. Wenige Funde stammen aus Nordamerika oder Mittel- und Ostasien. Sie bevorzugt kalkhaltigen Boden und kommt in Laubwäldern vor.

## Speisewert
Der Pilz ist in jungem Zustand essbar, sollte aber wegen seiner Seltenheit geschont werden.